# Nyphasia pulchra
Nyphasia pulchra là một loài bọ cánh cứng trong họ Cerambycidae.